# Чемпіонат Хмельницької області з футболу 2007
Чемпіона́т Хмельни́цької о́бласті з футбо́лу 2007 — чемпіонат Хмельницької області з футболу, який тривав з квітня по жовтень 2007 року.

## Команди-учасниці
У Чемпіонат Хмельницької області з футболу 2007 взяли участь 10 команд:
| Команда             | Місто                    | Місце в попер. ч-ті |
| ------------------- | ------------------------ | ------------------- |
| «Агробізнес»        | м. Волочиськ             | 3                   |
| «Бартнік-Горинь»    | м. Ізяслав               | 7                   |
| «Енергетик»         | м. Нетішин               | 5                   |
| «Іскра»             | смт Теофіполь            | 2                   |
| «Олімп-Університет» | м. Кам'янець-Подільський | 4                   |
| «Поділля»           | м. Хмельницький          | -                   |
| ФК «ІНАПіК»         | м. Дунаївці              | -                   |
| ФК «Полонне»        | м. Полонне               | 10                  |
| ФК «Славута»        | м. Славута               | -                   |
| ФК «Случ»           | м. Старокостянтинів      | 8                   |

## Фінальна таблиця
| М  | Команда             | І  | В  | Н | П  | РМ    | О  |
| -- | ------------------- | -- | -- | - | -- | ----- | -- |
|    | «Іскра»             | 18 | 16 | 1 | 1  | 59−14 | 49 |
|    | ФК «ІНАПіК»         | 18 | 14 | 3 | 1  | 38−19 | 45 |
|    | «Агробізнес»        | 18 | 13 | 3 | 2  | 47−10 | 42 |
| 4  | «Енергетик»         | 18 | 9  | 1 | 8  | 36−30 | 28 |
| 5  | «Поділля»           | 18 | 7  | 1 | 10 | 26−31 | 22 |
| 6  | ФК «Славута»        | 18 | 6  | 3 | 9  | 34−26 | 21 |
| 7  | «Олімп-Університет» | 18 | 6  | 3 | 9  | 14−26 | 21 |
| 8  | ФК «Случ»           | 18 | 3  | 4 | 11 | 10−41 | 13 |
| 9  | «Бартнік-Горинь»    | 18 | 4  | 1 | 13 | 21−59 | 13 |
| 10 | ФК «Полонне»        | 18 | 1  | 2 | 15 | 17−32 | 5  |